# 文化部影視及流行音樂產業局
文化部影視及流行音樂產業局（簡稱影音產業局、影視產業局、影視局）是中華民國文化部附屬機關，2012年5月20日成立。負有管理與協助台灣電影、廣播、電視和流行音樂及其衍生之流行文化內容產業發展的任務，以及主辦金鐘獎、金曲獎、金音創作獎等國家級文化獎勵活動。

## 歷史
- 2012年5月20日，隨行政院功能業務與組織調整，整合原行政院新聞局廣播電視事業處、電影事業處、出版事業處（有聲出版科）業務，成立「文化部影視及流行音樂產業局」，首任局長朱文清宣誓就職[3]。
- 2012年5月22日，文化部影視及流行音樂產業局舉辦揭牌典禮，本部設於臺北市中正區開封街一段3號（原經濟部第二辦公室）[4]。
- 2014年8月9日，自第25屆金曲獎起，金曲獎傳統暨藝術音樂類獎項相關事務從文化部影視及流行音樂產業局改由國立傳統藝術中心專責辦理。
- 2019年11月7日，立法院教育及文化委員會審查文化部及所屬單位預算，文化部部長鄭麗君表示，文化部影視及流行音樂產業局計畫整併文化部影視及流行音樂發展司，加入文化部文創發展司、文化部人文及出版司相關業務，升格為「文化部文化產業署」[5][6]。

## 歷任首長
| 1 | 朱文清 | 2012年5月20日 | 2013年9月16日 | 行政院新聞局電影事業處處長     |
| 2 | 張崇仁 | 2013年9月17日 | 2016年9月1日  | 文化部影視及流行音樂發展司司長 |
| 3 | 徐宜君 | 2016年9月14日 | 2024年7月30日 | 文化部影視及流行音樂發展司司長 |
| 4 | 王淑芳 | 2024年7月30日 | 現任          | 文化部駐日本台湾文化中心主任   |

## 組織
- 局長
  - 副局長（2人）
    - 主任秘書

業務單位
- 電影產業組
- 廣播電視產業組
- 流行音樂產業組

事務單位
- 秘書室
- 人事室
- 主計室
- 政風室

## 外部連結
- 文化部影視及流行音樂產業局 （页面存档备份，存于）（繁體中文）
- 文化部影視及流行音樂產業局的Facebook專頁